# デビルマンG
『デビルマンG』（デビルマン グリモワール、DEVILMAN GRIMOIRE）は、高遠るいによる日本の漫画。永井豪の『デビルマン』のリメイク作品で、秋田書店の月刊漫画雑誌『チャンピオンRED』に、2012年5月号にプレ連載（第0話「PERSONA」）が掲載され、翌6月号から2014年2月号まで連載された。『デビルマン』と『マジンガーZ』の作品生誕40周年記念として開始された連載である。
原典の『デビルマン』を知らない若い読者でも楽しく読める「完全新作」を目指し、また登場人物の多くがそれぞれ原典とは違う運命を辿る予定で描かれた。なお、本作には「飛鳥了＝サタンは登場しない」ことが連載当初からの構想として盛り込まれており、原作にある「不動明と飛鳥了」の関係性ではなく「人間としての不動明」が主題となった。結果、本作は原作アニメともに消失してしまう「不動明はどこへ行ったのか」、最終戦争で人々の犠牲となって殺されてしまう「牧村美樹の復讐」、そしてその狭間で揺れ動く「悩めるアモン」という3人の関係をテーマとして構築されている。
全体的に『デビルマン』『魔王ダンテ』ほか永井豪作品に対するパロディやオマージュが多く、登場するデーモンはおろかモブキャラクターの大半に至るまで元ネタとなるキャラクターが存在する。また原作で描写された場面や著名な台詞に対し、異なる意味を与える展開が多く見られる。例として、原作で暴徒に追い詰められたミキが虚勢を張って言った「わたしは魔女よ!」という台詞が、ミキがデーモンに対峙した際に自身を奮起させるための台詞として使われたり、デビルマンが人間に絶望して「地獄に落ちろ!」と炎を放つシーンが、強敵のデーモンを滅ぼす際に用いられたりといったものがある。実写映画版の「ハッピーバースデー、デビルマン!」という台詞も、本作では重大な意味を持つ台詞として登場する。

## あらすじ
現代日本、弱肉強食の格差都市東京。その闇にまぎれて人ならぬ者どもがうごめき始めていた。その名は悪魔（デーモン）族。
勇者アモン降臨篇
魔女を自称する女子高生ミキは出来心からサバトを開いたことでデーモンに襲われ、さらに自分をかばった幼馴染の不動アキラを救おうとして彼の肉体に悪魔族の勇者アモンを宿らせてしまう。召喚者以外を宿主としたことで不完全な状態となったアモンは、衝動のあまり暴れようとしたところミキの平手打ちで仲裁され、アキラの心に影響されてミキを守ることに決める。そしてミキは自分がデーモンを呼び出してしまったことへの罪の意識、ソロモンの後継者である魔女としての使命から、人々を守るためにデーモンと戦うことを決意する。
妖鳥シレーヌ復活篇
アモンの宿敵シレーヌの宿主とされてしまった少女・雷沼ツバサを救おうと奔走するアモンとミキ。一時は彼女を妹として匿うも、学校に潜伏していたアグウェルに敗北して攫われてしまう。ツバサの義父である雷沼教授がツバサを救おうと時間を稼いでくれたことで、アモンは苦戦の末ついにシレーヌを討つことに成功する。しかし2人の目を掻い潜って生き延びていたシレーヌはツバサの目の前で雷沼教授を殺し、ツバサの意識を乗っ取った上でミキの妹という立場を利用してアモンとミキの傍に潜伏してしまう。
刺客烈闘篇
シレーヌとの戦いを理由に悪魔元老院から死刑宣告を受けたアモンは、ツバサ、ミキと共にデーモンハンターとして次々に襲い来る刺客と戦い続ける。自身の好敵手を自称するニクスを破ったアモンだが、続けて現れたサタンの策略によってミキの肉体をデーモンに乗っ取られてしまう。しかしミキは自らの意志でデーモンと融合し、悪魔人間（デビルマン）となってアモンと共に戦うことを選ぶ。だが業を煮やした妖将軍アトロシアスが、配下のデーモン軍団を率いて学校へと襲撃を仕掛けてくる。
悪魔人間軍団篇
ニクスとの共闘でアモンはアトロシアスを討ち取るが、ミキは自分のせいで多くの人々を巻き込んでしまったと慟哭する。やがてアモンと結ばれることで心の平穏を得たミキだったが、しかしアモンは自分が不動アキラを乗っ取った事実を彼女に教えられず、彼女を騙していることに苦悩する。そんな中、ミキは音楽家リョウと接触し、彼が率いるデビルマン軍団に参加する。一方リョウと合体したデーモン・ゼノンを警戒する悪魔元老院の指導者クルールとココはアモンに一時停戦を求めるが、アモンはデビルマン軍団に加わってデーモンと戦うことを宣言する。だがデビルマン軍団の一員であるヴィルフェが裏切ったことで、ツバサもシレーヌとしての正体を現し離反。悪魔元老院による人類への宣戦布告が行われてしまう。
最終戦争篇
冷元帥クルールの策略によってアモンは暴走させられ、親しい人々を手にかけてしまう。怒りのあまり悪魔元老院に乗り込んだアモンは、クルール、ヴィルフェ、シレーヌの前に敗北するも、クルールと決別したココの手引で脱出する。世界が滅亡へとひた走る中、デビルマン軍団は仲間を増やして悪魔元老院との決戦に勝利し、シレーヌとクルールを討ち取るが、それはデビルマン軍団によるデーモン狩りの始まりに過ぎなかった。ヴィルフェは一人その場を脱出するが、自分が何者かに洗脳されていたことを自覚し愕然とする。そして彼の前に現れたリョウによって、「キミの仕事は終わった」と消滅させられてしまう。
虐殺から逃れてココ、ニクスと共にヒマラヤで隠遁生活を送るアモンは、訪ねてきたミキと再会する。自らを殺すよう迫るアモンだが、ミキは彼がアキラではなくアモンであることを受け入れて和解を果たし、共に帰ろうとする。しかし全てのデーモンを滅ぼそうとするリョウは、自らの正体が魔術王ソロモンであること、そしてデビルマンとは彼が人工的に作り出した新人類であり、デーモンはその出来損ない、つまりデーモンと思い込んだ人間にすぎないことを暴露する。アモンは自分が不動アキラでありミキを騙していなかったことを喜ぶが、自らの存在証明のためにソロモンとの決戦に挑む。2人の戦いは文字通りの最終戦争となりかねないほどの死闘であったが、ミキは「単なるケンカ」と断じて割って入り、2人を平手打ちで仲裁してしまう。
人間はもっと強くなれる。どんな時代でも幸せになろうとする。そうすれば誰かに優しくできる。デーモンと人間は同じ存在だと伝えることが自らの使命だと信じて、デビルマンたちはそれぞれの道を歩んで行く。やがて数年後、帰還を果たしたミキを、不動アキラは笑顔で迎えるのだった。

## 登場人物

### 主人公
不動アキラ（ふどう アキラ）
主人公で、ミキの幼馴染。優等生だが貧弱な体格のいじめられっ子で、不良たちのターゲットにされていた。小さいころからミキに振り回されており、彼女に付き合ってサバトに参加したことが運命を大きく変える。
サバトによって出現した悪魔族からミキを守るために身を挺して食われそうになるが、その瞬間ミキの召喚魔術により呼び出されたアモンにその体を乗っ取られてしまう。アモンと合体した後は、原作TVアニメ版と同様に肉体をアモンが支配し、アキラとしての意識は消失しているが、残留しているかすかな意識がアモンに影響を与えている。周囲には「デーモンとの合体によって性格が変わった」ことで通しており、ミキもそれを信じている。東大寺など事情を知らないアキラの友人からは不良になったと嘆かれる一方、デーモンたちからは不動アキラではなくアモンだと見抜かれている。
自らの真実を知った後は魔鬼邑家に戻り、ミキの帰還を待つ。彼女を迎える不動アキラの微笑みが、本作のラストシーンとなっている。
勇者アモン
獣魔族（ベスティア）に属する悪魔族。アキラの体を乗っ取って地上に現れた。人間を餌としか考えておらず、接触者（サモナー）であるミキを喰おうとするがアキラの意識に阻まれ、以後ミキを守ることになってしまう。だがミキを守っていくうちに、彼自身も正義や愛情といったものを学び始め、東大寺やニクス、デビルマン軍団とも友情を結んでいく。その一方、自分がアキラを乗っ取ったアモンであることでミキを騙しているという自責の念に苛まれる。だがミキと結ばれたことで、彼女の平和な暮らしを守るためにデーモンを裏切って皆殺しにするまで戦う覚悟を決める。
物語終盤でクルールの策略によりデーモンとしての本性を暴かれ、友人たちに牙を剥いてしまう。そのことに絶望して悪魔元老院へ襲撃を仕掛けるがクルール、シレーヌ、ヴィルフェの前に敗北。投獄されるも、クルールに見限られたココの手引によって脱獄した。その後はヒマラヤで隠遁生活を送るが、訪ねてきたミキと和解。ゼノンとの決戦では「自分は不動アキラを乗っ取ったアモンではなく、アモンだと思いこんでいる不動アキラに過ぎない」という真実を知り、ミキを騙していなかったことを涙を流して喜んだ。そして自分の存在証明をすべく慈悲の一撃を繰り出してゼノンと戦い、最終的にミキの平手打ちで仲裁され、エネルギーの全てを消耗したことで一時の眠りにつく。
今の姿を気に入っており、悪魔族との合体による進化を受け入れず、ただ殺すだけのため異端として「食わず殺しのアモン」と呼ばれている。
「斬肉飛剣（サウザンド・カッター）」「血椀刀（セイバー・チョップ）」「真空音檄（ソニック・アロー）」「極小焼滅光線（マイクロ・ターミネーション・ビーム）」「葬烈脚（フューネラル・キック）」「断空翼（スラッシャー・ウィング）」などの多彩な技を使う。これはいずれもアニメ版の主題歌で歌われた必殺技デビルカッター、デビルチョップ、デビルアロー、デビルビーム、デビルキック、デビルウイングである。
慈悲の一撃は「荼毘所の毒煙、棚引くは四劫の果て（シルキュイ・アンテルディット）」。戦いの中で温存された強大な精神力を超純粋で高密度な殺意としてぶつける究極のテレパシー奥義で、「デッビール!!」の掛け声と共にアモンの肉体が強大化したような幻覚を生み出し、対峙した敵に極大の恐怖を与えて殺害する。
魔鬼邑ミキ（まきむら ミキ） / デビルマン・フラムメドック
もう一人の主人公。ソロモンの指環を持ち、自分を魔女だと信じている女子高生。アレイスター・クロウリーなどの現代魔術を実践し、常に三角帽子とマントの魔女っ娘コスプレをしている。
突如現れた悪魔族に対抗するため召喚魔術を実行し、アキラの体に悪魔族の勇者アモンを憑依させてしまう。その後はアモンの力を増幅させ、微力ながら悪魔族に直接殴ってダメージを与えられるようになるなど不思議な能力に目覚め始め、アモンを召喚した責任感から彼と共に悪魔族と戦う決意をする。魔術では自他共に守れないとソロモンの指輪を外し、大柴に剣技を授かった。サタンとの戦いでメドックに操られるも、アモンとの交流で精神抵抗ができていたため融合を拒否。自身に憑依したつもりでメドックと融合したフラムとさらに合体し、デビルマン・フラムメドックになった。
しかし学園がデーモンに襲撃されたことで、多くの犠牲を出してしまったことを自らの責任だと感じて深く後悔する。その悲しみからアモンに「一人は嫌だ」と縋り、彼と結ばれることでようやく安息を得た。その後はデビルマン軍団の一員として戦うも、妹と信じていたツバサの裏切り、アモンの暴走と不動アキラの消滅という真実を知り、絶望。デビルマンによるデーモン虐殺に手を貸してしまう。
しかしヒマラヤ山中でアモンと再会して和解し、デビルマンの真実を知った後、アモンとゼノンの決戦では互いを滅ぼそうとする「ケンカ」を見かね、二人に平手打ちをすることで最終戦争を阻止した。その後、自分が魔女になったのは幼馴染の女の子と一緒に扱われたくない、特別になりたいという幼稚な感情からであったことを告白。些細なことでも人間は後に引けなくなってしまうのだとソロモンを諭して指輪を返却、デビルマンの使命を果たすべく旅立つ。

### 雷沼研究室
雷沼ツバサ（らいぬま ツバサ）
雷沼重造の養女でシレーヌの接触者（サモナー）。
幼くして両親を亡くし、引き取った親戚にはその美しい容姿から売春を強要されていた。しかしある時を境に彼女の周囲で超常現象が発生するようになり、その治療と原因究明から雷沼に預けられる。研究室の人々との交流を経て明るさを取り戻していくが、それに伴って超常現象が殺人的な領域へと高まっていった。
実はシレーヌの力だけを宿してしまっており、そのせいでシレーヌに狙われ、全ては融合するために彼女を絶望させんとするシレーヌの策略だった。雷沼に助けられ、融合を拒否して逃亡。後にアキラやミキのもとに身を寄せ、ミキの「妹」として振る舞う。
シレーヌの力は超能力として顕現しており、それを駆使してミキ、アモンと共に「デーモンハンター」としてシレーヌと戦うことを選ぶ。しかしアグウェルによって連れ去られ、シレーヌの死によって一時は救助されたものの、アグウェルの力を奪って蘇ったシレーヌに目の前で父を殺され、肉体を完全に支配されてしまった。
雷沼重造（らいぬま じゅうぞう）
雷沼研究室の教授。飛鳥に託されたツバサを養女として受け入れ、彼女の身に起こった異変を調査するうちにシレーヌと接触、その召喚を実行してしまう。
サバトによって研究室の若者たちがデーモンとなったことに責任を覚え、またツバサを守るために彼女を逃す。シレーヌの協力者としてツバサを探し、また捕らえたツバサの抵抗力を奪うため実験装置に拘束するが、それは全てシレーヌとの融合を拒否する能力を彼女に与えるためであった。シレーヌがアモンに滅ぼされたことでミキ、アモンの戦いに協力することを約束するが、アグウェルと融合して生き延びたシレーヌに殺された。
しかしその魂はデビルマン・アーガマの特殊能力で彼女の肉体に移り、デビルマンの真実を解明。最終戦争の行末までを見届けることになる。
モデルは原作『デビルマン』の雷沼教授。
入間サチ（いるま サチ）
→#シレーヌ配下の悪魔
有賀ネム（ありが ネム）
→#シレーヌ配下の悪魔
和久井レナ（わくい レナ）
→#シレーヌ配下の悪魔
千田マリ（ちだ マリ）
→#シレーヌ配下の悪魔
吾河シロー（あがわ シロー）
→#シレーヌ配下の悪魔

### 私立十二社学園高等学校

#### 生徒
火叢アスカ（ひむら アスカ） / デビルマン・ハーシュ
ミキに惚れている不良。ミキとは同じ中学だった。あだ名は「ヒムラー」。
ミーコと常に行動を共にしており、不良仲間たちがデーモンに襲われたときも彼女の手を引いて逃げ出す。その後行方不明になるが、デビルマン軍団の一員となって帰還を果たした。アモンとも良き友人関係となり、ミキを巡るライバルともなったが、ヒマラヤ山中で彼と再会した時にはミキとアモンの関係を受け入れてミーコに慰められた。
最終決戦の後、デビルマンとしての使命を果たすべくミーコの手を引いて旅立つ。
モデルはアニメ版『デビルマン』における飛鳥了である氷村巌/妖獣ヒムラーから。またハーシュは「ザンニン」という意味。
川本ミキコ（かわむら ミキコ） / デビルマン・トゥルグ
根は真面目だが、火叢たちの不良グループに入り浸るようになっている少女。あだ名は「ミーコ」。
火叢のことを憎からず思っていたらしく、常に彼と行動を共にしていた。不良仲間たちがデーモンに襲われた際には彼と共にその場を逃げ出し、行方不明となる。友人から彼女の捜索を依頼されたミキがサバトを開いたことが、物語の始まるきっかけとなる。
その後はデビルマン軍団の一員となって帰還を果たし、火叢と共に最終決戦を見届ける。彼が旅立つことを決めた時には自分がどうするかを選べなかったが、一緒に行こうと誘われたことで笑顔でその手を取った。
悪魔人間としての姿と能力は『デビルマン』に登場したミーコ/悪魔トゥルグと同じで、胸と股間から強力な溶解液を噴射して敵を溶かす。
東大寺（とうだいじ） / デビルマン・カイム
雷沼ツバサに好意を寄せる男子生徒。アモンと合体する以前の明とは親友であり、性格が変貌した後もやや疎遠になりつつ友達として付き合っている。
臆病で気弱なガリ勉、むっつりスケベなタイプであったが、ツバサに対しては積極的にアプローチをし、デートの約束までも取り付ける。学校がデーモンに襲われたときにはツバサを守って奮闘。身を挺して彼女をかばったことで、強力な意志の強さに興味を抱かれる。ツバサが自らシレーヌとしての正体を明かしても恐れることなく抱きしめて愛を告白し、シレーヌもそれを受け入れたが、正体を隠さねばならない都合上その時の記憶を消されてしまう。
人類が滅んでデビルマンとデーモンのみとなった世界で生き延びる過程で左眼を失って隻眼になり、巨竜族（ダイノゾア）のカイムを乗っ取ってデビルマン・カイムになった。デビルマン軍団と悪魔元老院との決戦ではツバサの仇討ちと奮闘し、ツバサの正体がシレーヌだと知らずに彼女を倒してしまう。シレーヌの死に際してその事実を知り、彼女と融合して人知れず去った。
双方の意志がどれだけ残っているかは不明だが、エンディングでは工事現場で人類と協力して作業している姿が描かれた。
モデルはアニメ版『デビルマン』に登場する不動明の親友・東大寺入郎および原作『デビルマン』に登場する悪魔カイム。
蛮馬エリザベス（ばんば エリザベス） / デビルマン・ベルム
ミキの親友。デーモンによる学校襲撃を防げず落ち込んでいたミキを、クラインバルトコレクションのファッションショーに誘って元気づける。ミーハーな性格なのかミキに熱心にファッションについて語り、ミキと共にモデルとしてショーに出演もした。母親はテレビ局のディレクター。
その後デビルマンとして覚醒し、シェルターを襲ったアリーダを迎え撃った。
モデルは『バラバンバ』の蛮馬宙太およびエリザベスベルム。
鳴神チャコ（なるかみ チャコ） / デビルマン・メデューサ
ミキの親友。実家は喫茶店を経営していたが、営業不振からメイド喫茶に改装した。ミキ、ツバサ、サチ、ネムをアルバイトとして雇う。
その後デビルマンとして覚醒し、シェルターを襲ったアリーダを迎え撃った。
モデルはアニメ版『デビルマン』に登場する千夜子（チャコ）。アニメでは東大寺とは幼馴染で相思相愛だったが、本作では東大寺が喫茶店の常連という以上の関係はない。デビルマンとしての姿のモデルは『魔王ダンテ』に登場する悪魔メドッサ。
メリケン錠（メリケン じょう） / デビルマン・ラズバ
アキラをいじめていた不良。アモンと合体した後のアキラに制裁を受け、以後はアキラの舎弟になっている。アモンの暴走に居合わせるも必死に呼びかけ、彼に正気を取り戻させた。
その後デビルマンとして覚醒し、シェルターを襲ったアリーダを迎え撃った。
デビルマンとしての姿のモデルは原作『デビルマン』に登場する悪魔ラズバ。
カミソリ鉄（カミソリ てつ）
アキラをいじめていた不良。アモンと合体した後のアキラに制裁を受け、以後はアキラの舎弟になっている。
しかしクルールの策略によって暴走したアモンに殺害されてしまう。
チェーン万次郎（チェーン まんじろう）
アキラをいじめていた不良。アモンと合体した後のアキラに制裁を受け、以後はアキラの舎弟になっている。
しかしクルールの策略によって暴走したアモンに殺害されてしまう。
木刀政（ぼくとう まさ）
火叢、ミーコらを束ねる不良のリーダー格。ドス六が食い殺される場面を見て逃走するが、シレーヌに捕まり捕食されてしまう。
原作『デビルマン』や『AMONデビルマン黙示録』で活躍していたことから、本作では序盤に退場させる方針が取られた。
ドス六（ドス ろく）
火叢、ミーコとつるんでいた不良。ツバサを探すアリーダに遭遇し、捕食されてしまう。
原作『デビルマン』や『AMONデビルマン黙示録』で活躍していたことから、本作では序盤に退場させる方針が取られた。
ゴウ
火叢、ミーコとつるんでいた不良。ドス六と同様にアリーダに捕食されてしまう。
艫舵ヒカル（ともだ ヒカル）
→#主要な悪魔

#### 教職員
蘭ジュン（あららぎ ジュン） / デビルマン・アーメリア
女教師。レズビアンでアオイとは恋人同士。アオイと同棲しており、ほぼ内縁の夫婦のような関係だったが、アオイを喰い殺された悲しみと怒りからデビルマンになった。
本来の予定ではヒマラヤ山中で隠遁生活を送るアモンの前に現れるのはミキではなくジュンであったが、紙面の都合から割愛された。本編の展開でも復讐心を忘れられないだろうこと、しかし最終的にはアモンを許したのだろうことがコミックス最終巻あとがきで述べられている。
モデルは『デビルマンレディー』の主人公・不動ジュンおよびアスカ蘭。デビルマンとしての姿のモデルはアニメ版『デビルマン』の妖獣マーメイム。
アオイ
水泳部の顧問。レズビアンで教師ジュンの恋人。泳いだ後は所構わずジュンを求めてしまう。ジュンとの関係は学校の誰もが知っているらしい。
ジュンに対して指輪を贈って事実上のプロポーズまでしたが、クルールの陰謀によって暴走したアモンからジュンを庇って殺された。しかし彼女との愛がジュンにデビルマンへの覚醒を促した。
モデルは『デビルマンレディー』の黒崎あおい。
アルフォンヌ・ルイ・シュタインベック三世
教師。スケベで女生徒に嫌われている。自称・ケンカの達人だが、実力はイマイチ。
モデルはアニメ版『デビルマン』に登場する名門学園の教員、アルフォンヌ先生。
校長
校長。アルフォンヌと同様コメディリリーフ的存在。
モデルはアニメ版『デビルマン』に登場するポチ校長。
大柴ソウスケ（おおしば ソウスケ）
剣道部顧問で剣道の元・全日本王者。学校がデーモンの攻撃を受けた際、校長を守って相討ちに倒れた。ミキの剣の師匠。
モデルは『魔王ダンテ』の大柴壮介。
吾河シロー（あがわ シロー）
→#シレーヌ配下の悪魔

### 悪魔人間（デビルマン）
空宜リョウ（うつぎ リョウ） / デビルマン・ゼノン
日本を代表する舞台演出家。上演した『新約・神曲』の大成功で世界に認められ、現代のダンテと呼ばれる。
悪魔族に戦いを挑む悪魔人間の1人で、悪魔王（ルシファー）ゼノンと融合を果たしている。「在れ」と命じただけで思いのままに森羅万象を生み出す強力な「神の力」を有する。かつてゼノンはデーモンを率いて神の軍団に挑むも、最後の局面で裏切ってデーモンを滅ぼしたと語られており、デーモン・デビルマン軍団の双方からやや警戒されていた。
その正体はイスラエルの叡智と讃えられた魔術王ソロモンその人。3千年の昔、地球を支配したデーモン十支族とそれを滅ぼした神の物語を創造して別人格を植えつけ、人間を超えた神の軍隊を作り新たな時代を齎そうとするも失敗。火星の魔力を得て命を持った物語はソロモンの手を離れ世界中に拡散し、人々の深層心理に入り込んだことで、不完全なデビルマンであるデーモン族を生み出してしまう。ゼノンはデーモン族を悉く滅ぼして根絶、デビルマンによる世界を作るために暗躍し、デビルマン軍団を結成。守城ケイを操って仲間を裏切らせ、それをきっかけにデーモンとデビルマン軍団の総力戦を引き起こす。最後の締めくくりに自身の手でアモンを滅ぼして終止符を打とうとするが、ミキの願いによって奮起したアモンとの決戦で相討ちになりかけ、ミキの平手打ちを受けて崩れ落ちた。
その後ミキから「誰にでも後に引けなくなってしまうことはある」と許されたことで過ちを受け入れ、仕えてくれたザーラとデビルマンを作り出してくれた雷沼へ感謝を述べ、自らの時間を動かすことで妹と共に静かに死を受け入れた。
モデルは『魔王ダンテ』の主人公・宇津木涼。
神崎サヱコ（かんざき サヱコ） / デビルマン・アーガマ
空宜リョウのマネージャーを務める、眼鏡をかけた女性。デビルマン軍団の一員。死者の意識と記憶を己の身体に宿す能力により、雷沼教授の魂と同居している。
その正体はソロモン王の妹ザーラ。ソロモンを愛し、最期まで彼に付き従い、ミキによって最終戦争が阻止された後はソロモンと共に消滅することを選んだ。
モデルは『獣神ライガー』の八神冴子。
守城ケイ（かみしろ ケイ） / デビルマン・ヴィルフェ
ヨーヨーの世界チャンピオン。獣魔族ヴィルフェと融合している。爽やかな好青年であり、デビルマン軍団の面々とも仲が良い。
やがて自分の才能が人間社会で一切評価されないことに反発してデビルマン軍団を裏切り、デーモンにつく。橘を殺害し、悪魔元老院に所属して人類殲滅のために活動、デーモンとデビルマン軍団の全面対決を引き起こす。しかしそれはダンテに洗脳された結果であり、デーモンとデビルマン軍団の対決を起こすという役目を果たしたため、ダンテに洗脳を解除された上で殺された。
モデルは『闘神デビルマン』の主人公・神代慶（かみしろ・けい）。下半身に犬の特徴があるのは、原作でのパートナー「ケルベロス」から。
また合体したデーモン・ヴィルフェのモデルは『闘神デビルマン』における宿敵・狡魔ヴィルフェ。彼は現世利益の追求を否定されたため人類を裏切り、自らの目的のためデビルマンを成長させようと目論む「悪のデビルマン」であった。
橘リュウ（たちばな リュウ） / デビルマン・バリィ
プロボクサー。デビュー戦前夜にトラックにはねられた際に、デビルマンへと変身を遂げる。融合した地精族バリィは太陽系外からの隕石と合体した重金属生命体で、微細粒子となったバリィの肉体を全身の細胞と置換することでデビルマンへと変身する。撒布した白燐分子を、拳の摩擦で発火させ、敵を焼き尽くす。
デビルマン軍団を裏切った守城によって殺され、その頭部は金属粒子を利用した爆弾としてもちいられた。
モデルは『デビルマン戦団』の主人公・立花竜。
刃黒レイ（はぐろ レイ） / デビルマン・デスプロー
普段はライターの仕事をしている知性的な男性。デビルマン軍団と悪魔元老院との決戦で重傷を負いながらも生き延び、その後もデーモン狩りの指揮を執って積極的に虐殺を推し進める。
モデルは『天空之狗』の羽黒麗および原作『デビルマン』に登場する悪魔デスプロー。
磔真ユリ（たくま ユリ） / デビルマン・フラウバー
ポニーテールの女性。蝶とトンボを融合させたような姿へと変身する。悪魔元老院との最終決戦でシレーヌにより肉体を引き裂かれ、死亡した。
モデルは『バイオレンスジャック』の逞馬ユリおよび原作『デビルマン』に登場する悪魔フラウバー。
火叢アスカ（ひむら アスカ） / デビルマン・ハーシュ
→#生徒
川本ミキコ（かわむら ミキコ） / デビルマン・トゥルグ
→#生徒
東大寺（とうだいじ） / デビルマン・カイム
→#生徒
蛮馬エリザベス（ばんば エリザベス） / デビルマン・ベルム
→#生徒
鳴神チャコ（なるかみ チャコ） / デビルマン・メデューサ
→#生徒
メリケン錠（メリケン じょう） / デビルマン・ラズバ
→#生徒
蘭ジュン（あららぎ ジュン） / デビルマン・アーメリア
→#教職員

### その他の人物
タレちゃん / 魔鬼邑 健作（まきむら けんさく）
ミキの弟。あだ名の由来はまだおもらし癖が抜けていないから。原作『デビルマン』では最終戦争のデーモン狩りによって惨殺されてしまうが、本作ではデビルマンになることもなく生存している。
魔鬼邑夫妻
ミキの両親。原作『デビルマン』ではタレちゃんと同様に惨殺されてしまうが、本作では生存している。
飛鳥（あすか）
雷沼教授の親友だった医者。ツバサに起こる怪現象を調査した際に致命傷を負い、彼女のことを科学者である雷沼に託して息を引き取る。
ススム
物語冒頭で登場する関西弁の青年。飲み会オフで入間サチ、デスマスクと出会い、酔ったサチをラブホテルへと連れ込む。しかしデーモンとしての本性を現したサチに捕食された。
モデルは作者の読み切り作品『ススムちゃん大ショック』の主人公・ススムちゃん。
登山者
ヒマラヤ7000メートルあたりで凍死し、ニクスによって隠遁生活を送るアモンとココへの「おすそわけ」とされた。
モデルは「ふりむいた私」の語り手。

### 悪魔（デーモン）族

#### 主要な悪魔
シレーヌ
雷沼教授たちからマダムと呼ばれる悪魔族。真の力を得るために宿主（ホスト）として融合するために接触者（サモナー）を探していた。アモンの好敵手。
一時はアモンによって敗北するも、アグウェルの力を利用してツバサの肉体を乗っ取り、復活。以後はツバサの立場であるミキの妹という活かして二人と行動を共にし、陰ながらアモンの戦いを手助けしながらも復讐の機会を虎視眈々と狙い続ける。
しかしツバサとして振る舞ううち、人間としての生活を謳歌するようになる。中でも非力だと東大寺を蔑みながらも、その強い意志に惹かれるようになり、彼に弁当を差し入れたりデートをしたりと半ば恋人のような関係になる。もし東大寺が最終戦争を生き延びることが出来るだけの力があるとわかったら、彼を選ぶつもりでさえいた。
ヴィルフェの裏切りに乗じて自らの本性を現し、悪魔元老院の一員としてデーモン側に復帰。襲撃をしてきたアモンを下し、デビルマン軍団をも迎え撃つが、ツバサが自身だと知らぬ東大寺に致命傷を負わされる。東大寺が生き抜いたことを賞賛し、彼の後悔の叫びに応え、融合して共に生きることを選んだ。
水妖族（アクエリアン）ニクス / 艫舵ヒカル（ともだ ヒカル）
かつて、魔将軍ザンへの挑戦権を賭けてアモンと対決するが、戦いの最中にザンの配下に襲われため決闘を中断し、後日決着をつけることを誓い合った。しかし、ザンはシレーヌに殺され、以来アモンはシレーヌを追いかけるようになり、自分との再戦の約束が忘れられたことに不満を抱き、アモンに対する処刑人として決闘に挑む。
転校生・艫舵ヒカルとしてアモン＝不動アキラの前に現れるが、アモンはニクスのことを全く思い出せなかった。しかし決闘の後はミキの特訓に協力し、アモンと共闘さえするようになった。
なおアモンがニクスのことを思い出せなかったのは、双方に与えられたデーモンとしての物語が異なったためで、実際には二人に面識はなかった。
身体モデルはアニメ版『デビルマン』に登場する妖獣ドランゴおよびその人間態。名前もアニメ版の登場人物「友田光一」から。
獣魔族（ベスティア）妖将軍アトロシアス
悪魔元老院の一角。多数の尻尾を持つ虎のような姿をしており、アモンからは「ジジイ」と呼ばれるほどの高齢。刺客がアモン処刑に失敗し続けたことに業を煮やして自ら襲撃を仕掛ける。
百年ごとに一本増えたという尻尾自体が命であり、殺されても幾度となく復活する。ニクスと連携したアモンですら歯が立たないほどの強さを見せつけるが、復活の瞬間に捕食してきた魂を貯蔵する「猫地獄」と空間が繋がることを見抜かれ、その魂を一網打尽に焼き尽くされたことで死亡する。
その正体は数万年を生きた地球最後のサーベルタイガーであった。本作におけるデーモンはデビルマンのなり損ない、つまり人間に過ぎないため、自身をサーベルタイガーと思い込んだまま死んだのか、あるいはサーベルタイガーと合体したデーモンなのかは不明である。
モデルはアニメ版『デビルマン』に登場する妖将軍ムザンであり、名前も「ムザン」という意味を表している。
サイコジェニー
頭部の下に大きな右手がつながっているデーモン。サイコキネシスの能力はデーモンの中でも随一で何者も防ぐことはかなわないが、物理的な攻撃力は一切持ち合わせていない。「今が楽しければ良い」という快楽主義者。
アトロシアスの「右腕」としてその活動を補佐し、彼が敗れた後は悪魔元老院からの使者としてアモンに宿る。しかし悪魔元老院がデビルマン軍団との全面対決を決定した際には、その催眠波で世界中のデーモンを暴走させ、大混乱を引き起こした。
囚われたアモンを監視し、ココと共に脱走しようとした彼の精神を消滅させようとするが、アモンの「慈悲の一撃」によって倒される。
地精族（ノーム）冷元帥クルール / クルール・フォン・クラインバルト
悪魔族元老院の両巨頭の一角と称され、宝玉師団を率いる。両性具有で、妹ココとの情事に耽る。
人間社会での顔は、ドイツの名門貴族クラインバルト公爵家の当主姉妹の姉で、ファッションブランドのクラインバルト・コレクションの総合プロデューサー兼宝石デザイナーを務める。
ゼノンを警戒してアモン、シレーヌとは一時休戦を結んでいたが、デビルマン軍団を裏切ったヴィルフェを受け入れ、シレーヌと三人でデビルマン軍団との全面対決を決定。人類社会に多大なる混乱を引き起こし、人類を追い詰めるが、皮肉にもその行動がデビルマン軍団を強化する結果に繋がってしまった。
ダンテに煽動されたデビルマン軍団により惨殺され、五体をバラバラにされた上、その生首は棒に突き刺されて掲げられた。
モデルはアニメ版『デビルマン』に登場する妖元帥レイコックであり、名前も「レイコク」という意味を表している。また、人間態のモデルは『魔女っ子チックル』の主人公、小森チックル。
地精族（ノーム）ココ / ココ・フォン・クラインバルト
地精族。クルールの妹。服飾デザイナー。ククールと共に悪魔元老院の指揮を執る。姉と違って彼女は女性体であるようだ。
繊維を司り、クラインバルト製の衣服は全て彼女の分体である。そのためドレスに乗り移って活動したり、ドレスを着用したものを操ることなどができる。また大気共振隔膜（エアリエル・トレンプル・フィールド）という衝撃波を起こす技を用いる。デビルマン軍団との対決に際しては、自らの繊維を媒介としてサイコジェニーの催眠波を増幅し、世界中のデーモンを暴走させた。
しかし穏健策を取っていたことで姉とヴィルフェに見限られ、サイコジェニーによる拷問で精神を消耗する。デーモンの未来を考えアモンと共に脱獄し、彼を匿ってヒマラヤで隠遁生活を送っていた。その過程でアモンに対して思慕の念を抱いたのか、ミキが隠れ家に現れると険しい表情で迎え、二人のやり取りに渋い顔で聞き耳を立て、和解には涙を流した。その後のゼノンとの決戦でも身を挺してアモンを守る。
モデルはアニメ版『デビルマン』に登場する妖獣アルロン。また、人間態のモデルは『魔女っ子チックル』のラッキーペア、小森チーコ。
邪顔族（ゴーゴン）悪魔王ゼノン
邪顔族の王。かつて神を名乗る超越的な存在の侵攻で悪魔族が危機に瀕した際、悪魔族を団結させ神に立ち向かわせたが、それは罠で、神の力をもって自分に付き従った大勢の悪魔たちを滅ぼした。
モデルは原作『デビルマン』に登場する悪魔王ゼノン。

#### シレーヌ配下の悪魔
鳥人族（ハルピュイア）イルーゲ / 入間サチ（いるま サチ）
シレーヌ配下の悪魔族。愛称は「さっちゃん」。元は雷沼研究室の研究員だった。
アリーダとともにシレーヌ軍団を率いてアモンを襲うが敗北。かろうじて脱出した後は、チャコの喫茶店でメイドのアルバイトをしながら人間社会に潜んでいた。しかし欲求不満からオフ会に参加してススムを捕食したところ、その行動をジンメンに察知されて彼女もまた喰われてしまった。捕食シーンは作中冒頭に描かれている。
モデルは原作『デビルマン』におけるジンメンの被害者・さっちゃんおよび悪魔イルーゲ。
邪顔族（ゴーゴン）アリーダ / 有賀ネム（ありが ネム）
シレーヌ配下の悪魔族。元は雷沼研究室の研究員だった。人間時代からサチ、レナとは共に遊んでいた大事な友達であり、デーモンとなってからもその認識はかわっていない。
イル―ゲとともにシレーヌ軍団を率いてアモンを襲うが敗北。かろうじて脱出した後は、チャコの喫茶店でメイドのアルバイトをしながら人間社会に潜んでいた。
イル―ゲがジンメンに捕食されたことを知って怒りに駆られて戦闘を開始し、首をへし折られるも脳は胴体に存在していたため逆転、胴部の口でジンメンの首を噛みちぎる。そして甲羅に浮かんだサチの目を閉じた後、親友の死に号泣した。
その後はジンメンとの戦いで受けた傷もほぼ回復し、デーモンとして活動を続けていたが、シェルターを襲撃した際にデビルマン軍団に逆襲されて死亡。
モデルは原作『デビルマン』においてジンメンとともに新幹線を襲った悪魔アリーダ。
獣魔族（ベスティア）ワグレグ / 和久井レナ（わくい レナ）
シレーヌ配下の悪魔族。元は雷沼研究室の研究員だった。
男性経験が無く、サバトについても困惑を隠せないまま参加。集団合体が始まった際も事態を理解できずパニックに陥り、デーモンが憑依し、乗っ取られてしまった。
イル―ゲ、アリーダと共にツバサを襲っていたところをアモンに攻撃され、二人を逃がすも捕縛、拷問にかけられてシレーヌの情報を吐く。さらにシレーヌの所までの案内を強要されたことでシレーヌに見捨てられて「爪」に変えられ、アモンを襲うも返り討ちにあって死亡した。
モデルは原作『デビルマン』においてサバトで不動明を襲った悪魔ワグレグ。
水妖族（アクエリアン）ゲルマー / 千田マリ（ちだ マリ）
シレーヌの両腕と称される悪魔族の1人。元は雷沼研究室の研究員だった。ツバサを調査する過程で事故にあい、隻眼となる。魔鬼邑家に家庭教師として潜り込んだ。
水と自在に融合する能力を持ち、タレちゃんやミキに憑りついてアモンを苦しめ、一時的に彼の肉体をも乗っ取った。しかし自由になったミキの一撃によってアモンの身体から吐き出され、ヱバインに見限られ肉体を奪われた。
モデルは原作『デビルマン』に登場する悪魔ゲルマーおよび『Xボンバー』のブラディ・マリー。
地精族（ノーム）アグウェル / 吾河シロー（あがわ シロー）
シレーヌの両腕と称される悪魔族の1人。元は雷沼研究室の研究員だった。ジュンやアオイの後輩。
壁や地面に潜り込んだり、他者を壁の中に溶け込ませたりする能力を持つ。美形の男性教師「吾河シロー」に扮し、アキラたちの通う学校に地学教師として転任してくる。
表向きは女の子に人気の爽やかな教師を演じているが、陰では気に入った女子の体を溶かし、壁や床と一体化させて楽しむ陰湿なサディスト。
アモンを利用して大きすぎる目の上のたんこぶと看做したシレーヌを倒そうと考え、雷沼に協力したが、裏切りがバレてシレーヌに殺された。
モデルは原作『デビルマン』に登場する悪魔アグウェルおよび『Xボンバー』の主人公・銀河シロー。
獣魔族（ベスティア）ヱバイン
ゲルマーの配下の悪魔族。元は雷沼教授の開いたサバトの参加者。
鏡に映った物や人間を支配する能力を持ち、ゲルマーとのコンビでその能力が最大限に発揮される。何故か下半身が馬なのを気にしており、そのことを突っ込まれるとムキになって怒る。
ゲルマーがアモンに敗北したことで彼女を見限り、逆に融合することで下剋上を果たす。その後アモンとの対決に破れ、「お前に敗れるなら悔いは無い」と負けを認めて消滅した。
モデルはアニメ版『デビルマン』の妖獣エバイン。
邪顔族（ゴーゴン）妖女ゾルドヴァ
アグウェルの配下の悪魔族。元は雷沼教授の開いたサバトの参加者。
アグウェルがミキを連れ去った後、ミキに化けてアキラを惑わしたが、ツバサに見破られあっさり殺された。
モデルはアニメ版『デビルマン』に登場する妖女ゾルドバ。
獣魔族（ベスティア）ジャコン
アグウェルの配下の悪魔族。元は雷沼教授の開いたサバトの参加者。
猫に変身し、アキラを見張っていたが、アキラに正体を見破られ、瞬殺された。
モデルはアニメ版『デビルマン』に登場する妖獣ジャコン。
節足族（インセクター）マサック
シレーヌの配下の悪魔族。元は雷沼教授の開いたサバトの参加者。
ワグレグと共にアキラ、ミキ達の前に現れた。アキラの身体を乗っ取ったアモンと戦闘になり、襲撃した悪魔の中で最初に殺された。
モデルは原作『デビルマン』に登場する悪魔マサック。
巨竜族（ダイノゾア）マゴート
シレーヌの配下の悪魔族。元は雷沼教授の開いたサバトの参加者。
ワグレグと共にアキラ、ミキ達の前に現れた。アキラの身体を乗っ取ったアモンと戦闘になり、襲撃した悪魔の中で2番目に殺された。
モデルは原作『デビルマン』に登場する悪魔マゴート。
獣魔族（ベスティア）ドローマ
シレーヌの配下の悪魔族。元は雷沼教授の開いたサバトの参加者。
ワグレグと共にアキラ、ミキ達の前に現れた。アキラの身体を乗っ取ったアモンと戦闘になり、襲撃した悪魔の中で3番目に殺された。
モデルはアニメ版『デビルマン』の妖獣ゴンドローマ。
樹怪族（アルルーナ）ジュラド
シレーヌの配下の悪魔族。元は雷沼教授の開いたサバトの参加者。
ワグレグと共にアキラ、ミキ達の前に現れた。アキラの身体を乗っ取ったアモンと戦闘になり、襲撃した悪魔の中で最後に殺された。
モデルは原作『デビルマン』に登場する悪魔ジュラド。

#### その他の悪魔
爬虫族（レプティリアン）ジンメン
普段は「デスマスク」のハンドルネームを使うオタク風青年。作中冒頭でイルーゲを捕食している。
イルーゲの所持していたスマホから彼女の仲間に狙いをつけ、アリーダを襲撃。しかし首をへし折り倒したと思った隙を突かれ、アリーダに首を噛みちぎられて敗北した。
モデルは原作『デビルマン』に登場する悪魔ジンメン。
鳥人族（ハルピュイア）魔王サタン
古生代に地球に飛来した、外宇宙人の血を引く、両性具有のデーモン。
メドック、フラムと共にミキを襲うが、融合してデビルマンとなったミキとアモン、シレーヌの攻撃によって滅ぼされる。
モデルは原作『デビルマン』に登場する飛鳥了の正体、堕天使サタン。
節足族（インセクター）脳幹食いのメドック
ブレイン・イーターの異名を持つデーモン。他者の頭部に憑りついて、意のままに操る。ミキに取り憑いてその肉体の自由を奪ったが、実はミキがそう思わせていただけだった。フラムと融合しフラムメドックとなったところを、ミキに合体されて乗っ取られる。
モデルは原作『デビルマン』に登場する悪魔メドック。
炎鬼族（イグニス）フラム
強力な炎を操るデーモン。サタンの能力により召喚される。メドックに操られるミキに融合することで乗っ取ろうとするが、実はミキは洗脳された振りをしていただけだったため、メドックと融合してしまう。
モデルはアニメ版『デビルマン』に登場する妖獣ファイアム。
獣魔族（ベスティア）プフール / 出水マサミ（いずみマサミ）
犬と合体したような姿のデーモン。深夜残業ばかりのOLだったが、占い師にばけたデーモンに襲われたところをデビルマンに助けられる。だがショックのあまり心神喪失に陥った彼女もまたデーモンの宿主となってしまった。その後、デビルマン軍団に所属した火叢、ミーコによって殺害される。
モデルは原作『デビルマン』においてデビルマン軍団で明の副官を務めたデビルマン・プフールこと泉水まさみ。こちらでの設定は中学校教師だった。
樹怪族（アルルーナ）オドム
アトロシアスらと共に学園を襲撃した。メリケン錠、カミソリ鉄、チェーン万次郎を自身の花粉により操るが、その場に駆け付けたミキに殺害された。
モデルは原作『デビルマン』に登場する悪魔オドム。
巨竜族（ダイノゾア）ベデス
デビルマン軍団が海水浴をしていた際に現れた巨大な悪魔。海中から襲撃するも、デビルマン達の連係プレーにより呆気なく殺された。
モデルは原作『デビルマン』に登場する悪魔ベデス。
樹怪族（アルルーナ）ガイアー
リュウを襲撃した悪魔。悪魔族元老院公儀介錯人。呆気なくリュウに殺された。
モデルは原作『デビルマン』に登場する悪魔ガイアー。
獣魔族（ベスティア）ヴラヴァ
牛頭人身のデーモン。人間態でジュンに話しかけ襲撃するも、デビルマンとなった彼女に瞬殺された。
モデルは『デビルマンレディー』に登場する悪魔ヴラヴァおよび『バイオレンスジャック』の主人公バイオレンスジャック。

## 用語
悪魔人間（デビルマン）
全員が憑依を受けた悪魔族の名をコードネームとしている。
人間の脳で愛情を司るD領域を活性化させることで悪魔化によるガン細胞化を防ぎ、自我を保ったままデーモンの力を手に入れた人々。後に雷沼教授の研究によってその事実が解明され、D領域を活性化させる電波ワクチンで対デーモン免疫を身につけた多くの人々がデビルマンへと変身を遂げた。
その真実はソロモンによって作られた神の軍団、新人類である。本来、ソロモンの創造した神とデーモンの物語を脳に受信した人々は皆デビルマンへと変身するはずであった。
悪魔（デーモン）族
他の生物との合体を繰り返してその力を取り込み進化する超生物。獣魔族（ベスティア）、鳥人族（ハルピュイア）、水妖族（アクエリアン）、地精族（ノーム）、炎鬼族（イグニス）、節足族（インセクター）、樹怪族（アルルーナ）、邪顔族（ゴーゴン）、爬虫族（レプティリアン）、巨竜族（ダイノゾア）の10の支族に分かれている。
主に接触者（サモナー）を通じ、宿主（ホスト）の肉体を乗っ取って人間界に現れる上級の悪魔族と、主人である悪魔族に召喚される下級の悪魔族がいる。宿主（ホスト）の精神は悪魔族に乗っ取られた瞬間消失するが、宿主（ホスト）の記憶はそのまま悪魔族に受け継がれる。
デーモンは自身を地球の先住民族だと思い込んでいるが、ソロモン王により人間から突然変異で生じた亜種、正確には「デビルマンのできそこない」に過ぎない。デビルマンへの突然変異の際、神々とデーモンの物語に人格が耐え切れず、脳の愛情を司るD領域がガン細胞化することで人間を人間とも思わない怪物となってしまった存在である。これは原作において雷沼教授が提唱した「悪魔の正体は人間であり、強い変身願望が自身の体細胞を変化させて生まれた存在」という説とほぼ同様であり、原作では人類を破滅に導いた誤解であったが、本作の世界設定ではそれが真実であり、物語の根幹になっている。
慈悲の一撃（クー・ド・グラース）
悪魔族が隠し持つ必殺必中の技。これを見せるときは、すなわち相手の死を意味するという。
魔王禁闘法
約6600万年前に、悪魔族元老院（セナトゥス・デアボリ）によって定められた、“魔王”同士の争いを禁じた法。“魔王”の称号は666体の同族を屠った者に冠されるもので、強者の証であり、上級悪魔とも称される。デーモンが繁栄した白亜紀後期には、巨大化した一部の恐竜にデーモンが捕食されるという事態が増加。元老院が状況を危惧していた時、シレーヌに元老院の長の1人・魔将軍ザンが殺害されるという事件が発生。これ以上、強力な固体数を減らすことは種族の維持のためにならないと判断し、この法律が制定された。

## 書籍情報
- 高遠るい 『デビルマンG』 秋田書店〈チャンピオンREDコミックス〉、全5巻

各話タイトルはアニメソングの曲名からとられている。
- 第1巻：2012年9月20日発売 ISBN 978-4-253-23176-3
  - 第0話 PERSONA
  - 第1話 ちいさなまほう
  - 第2話 SO BAD BOY
  - 第3話 今夜はハリケーン
  - 第4話 鏡の中のアクトレス

- 第2巻：2013年2月20日発売 ISBN 978-4-253-23177-0
  - 第5話 未確認GIRL
  - 第6話 Cry for the moon
  - 第7話 傷だらけのツバサ
  - 第8話 REBIRTH〜女神転生〜
  - 第8.5話 Wake up your heart

- 第3巻： 2013年6月20日発売 ISBN 978-4-253-23178-7
  - 第9話 MASK
  - 第10話 Ice Blue Eyes
  - 第11話 炎のオーバードライブ
  - 第12話 The ETERNAL SOLDIER

- 第4巻：2013年10月18日発売 ISBN 978-4-253-23179-4
  - 第13話 奇跡のビッグ・ファイト
  - 第14話 TWINS REVOLUTION
  - 第15話 Romantic summer
  - 第16話 Shadowy Dream
  - 第17話 IDENTITY CRISIS（前編）

- 第5巻2014年2月20日発売 ISBN 978-4-253-23180-0
  - 第18話 IDENTITY CRISIS（前編）
  - 第19話 Brsutiful World
  - 第20話 FIRE WARS
  - 第21話 反逆の戦士
  - 最終話 Life is just a Miracle